# Ci incontreremo ancora
Ci incontreremo ancora (We'll Meet Again) è un film per la televisione statunitense del 2002 diretto da Michael Storey.

## Trama
La giornalista televisiva Fran Sillman, ritorna nella sua vecchia città per incontrare i suoi vecchi compagni di liceo, decide di aiutare la sua amica Molly, rilasciata sulla parola dopo aver trascorso sei anni per l'omicidio di suo marito. Nel tentativo di indagare sull'omicidio, una serie di delitti sembrano sospettare di Molly, la cui amnesia selettiva non la aiuterà a toglierle dei guai.